# Tezoyuca
Tezoyuca és un municipi de l'estat de Mèxic. Tezoyuca és el cap de municipi i principal centre de població d'aquesta municipalitat. Aquest municipi és a la part nord-occidental de l'estat de Mèxic. Limita al nord amb el municipi de Acolman, al sud amb Chiconcuac, a l'oest amb Atenco i a l'est amb Chiautla.